# Marina romana

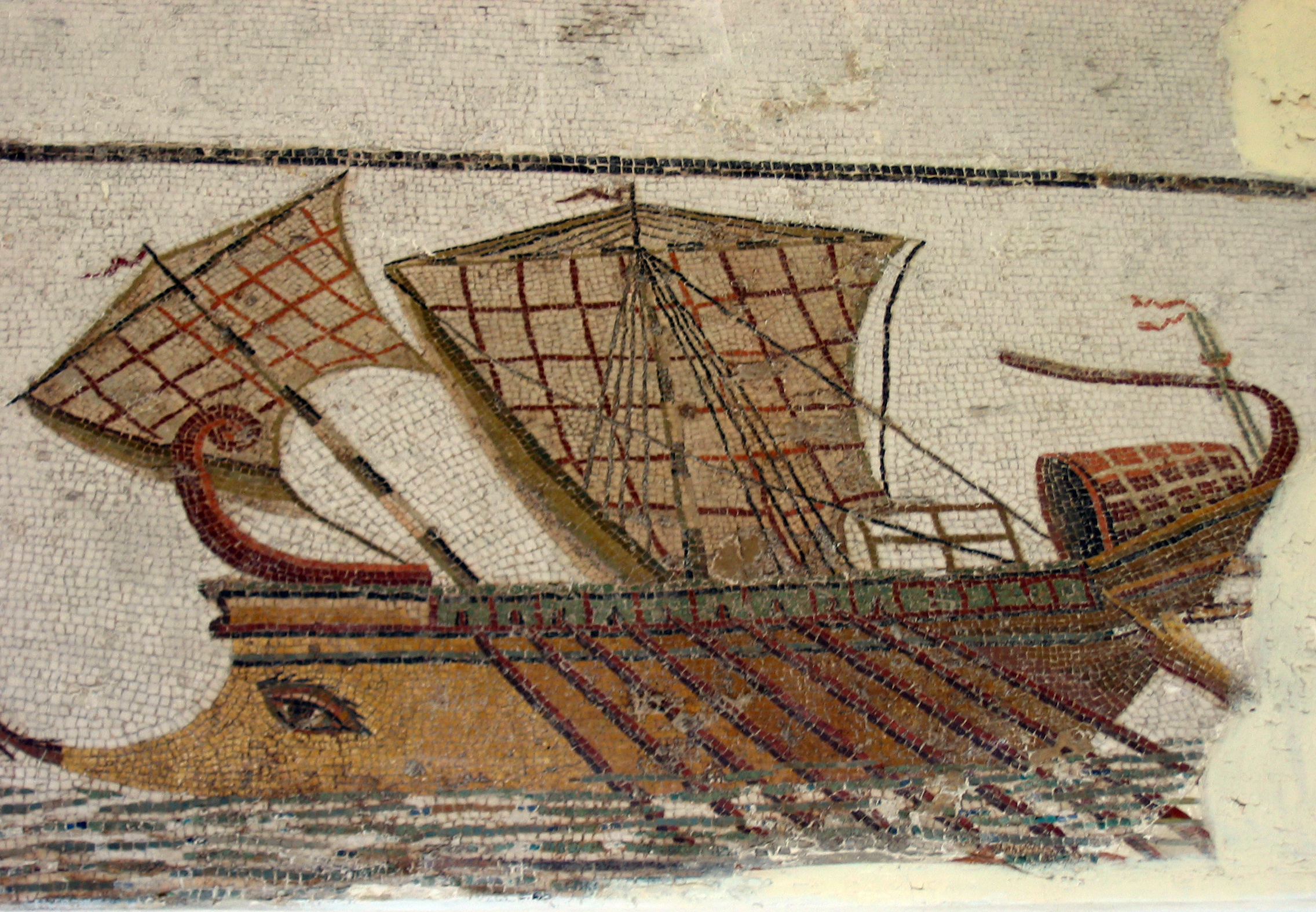
Trirrem romà representat en un mosaic.

La marina romana (en llatí classis, literalment flota) era la força naval de la Roma Antiga. Tot i tenir un paper decisiu en l'expansió romana per la Mediterrània, la marina romana no va tenir mai el prestigi de les legions romanes. Al llarg de la seva història els romans van ser un poble essencialment terrestre, i van deixar els temes nàutics en mans de pobles més familiaritzats amb la mar, com els grecs i els egipcis, per construir vaixells. Parcialment a causa d'això, la marina mai no va ser totalment valorada per l'estat romà, i es considerava «no romana». En l'antiguitat, les marines i les flotes comercials no tenien l'autonomia logística de l'actualitat. A diferència de les forces navals modernes, la marina romana, fins i tot en el seu apogeu, no va existir de forma autònoma, sinó que va operar com un adjunt de l'exèrcit romà.
La marina romana es va crear en temps de la República Romana. L'any 311 aC es va instituir la figura dels almiralls (Duoviri navals) per dirigir la petita marina romana, formada per uns pocs vaixells (birrems sobretot), i pels contingents marítims de les ciutats aliades que posseïen marina (com Nàpols).
El 267 aC es van instituir els quatre qüestors de la marina (Classici quaestores), amb seus respectives en quatre ports: Ostia, Calis (a Campània), Ariminium (Rímini), i una altra seu de la qual el nom i situació no és conegut.
En el transcurs de la Primera Guerra Púnica la marina romana es va desenvolupar enormement i va tenir un paper vital en la victòria romana i en l'ascensió de la República Romana a l'hegemonia de la Mediterrània. Durant la primera meitat del segle ii aC Roma va destruir Cartago i subjugà els regnes hel·lenístics de l'est de la Mediterrània, i amb això aconseguí el domini complet de totes les ribes del mar interior, que ells van anomenar Mare Nostrum. Les flotes romanes van tornar a tenir un paper preponderant en el segle i aC en les guerres contra els pirates i en les guerres civils romanes que van provocar la caiguda de la República, les campanyes es van estendre al llarg de tota la Mediterrània. En el 31 aC la gran Batalla d'Àccium va posar fi a la quarta guerra civil romana amb la victòria final d'August i l'establiment de l'Imperi Romà.
Durant el període imperial, la Mediterrània va ser un pacífic «llac romà» per l'absència d'un rival marítim, i la marina romana va quedar reduïda al patrullatge i a tasques de transport.
No obstant això, en les fronteres de l'Imperi Romà, en les noves conquestes o, cada vegada més, en la defensa contra les invasions bàrbares, les flotes romanes van estar plenament implicades. El declivi de l'Imperi Romà al segle iii dC es va sentir en la marina romana, que va quedar reduïda a l'ombra de si mateixa, tant en grandària com en capacitat de combat. En les successives onades dels pobles bàrbars contra les fronteres de l'Imperi Romà, la marina romana només va poder tenir un paper secundari. Al començament del segle V d. C. les fronteres de l'Imperi Romà van ser traspassades i aviat van aparèixer regnes bàrbars a la vora de la Mediterrània occidental. Un d'ells, el dels vàndals, va crear una marina pròpia i va atacar les costes del Mediterrani, fins i tot va arribar a saquejar Roma, mentre les disminuïdes flotes romanes van ser incapaces d'oferir-hi resistència. L'Imperi Romà d'Occident es va enfonsar en el segle V d.C. i la posterior marina romana del durador Imperi Romà d'Orient és anomenada pels historiadors marina romana d'Orient.

## Història primerenca

L'ús del corvus va contrarestar la superior experiència en el combat naval cartaginesa, permetent als romans establir la seva hegemonia naval a la Mediterrània occidental.

Els romans van ser originalment una potència terrestre localitzada a la península Itàlica, però cautelosa en el mar. Durant la Primera Guerra Púnica (264 aC - 241 aC), els cartaginesos, una potència basada en el comerç marítim, dominaven el Mediterrani occidental i explotaven aquest potencial en les seves lluites contra la República Romana. Atès que durant la guerra la major part dels combats van tenir lloc en ultramar (especialment a Sicília), Roma es va veure obligada a crear una flota que pogués desenvolupar una resposta militar eficaç. El resultat va ser la ràpida construcció l'any 260 aC de la primera flota romana important, composta per prop de 150 quinquerrems i trirrems, la qual operava a prop de l'Estret de Messina, entre Sicília i Calàbria.
Roma es va esforçar per anul·lar l'avantatge marítim cartaginès, equipant les seves naus amb el corb, un nou invent que constava d'un gran tauler de fusta amb un ganxo amb el qual s'enganxaven les naus enemigues. Això permetia els romans enviar als soldats per sobre d'una espècie de passarel·la a l'assalt de la nau enemiga, cosa que evitava les tradicionals tàctiques de la batalla d'abordatge envestint els cascos amb el rostre, en les quals inicialment eren molt menys experimentats.
Encara que la primera acció duta a terme en el mar, la batalla de les Illes Lipari al 260 aC, va acabar en una derrota per a Roma, les forces implicades eren relativament petites. La neòfita marina romana va guanyar la seva primera victòria naval important (triumphus navalis) més endavant aquest mateix any en la batalla de Miles (260 aC). Amb el curs de la guerra, Roma va continuar guanyant batalles al mar i adquirint experiència naval. La seva cadena d'èxits va permetre que Roma expandís el seu teatre d'operacions en el mar, i que vencés la mateixa Cartago.
Al començament de la Segona Guerra Púnica (218 aC - 202 aC), l'hegemonia naval al Mediterrani occidental havia passat ja de Cartago a Roma. Això va fer que Anníbal, el gran general cartaginès, canviés d'estratègia i portés la guerra (ara terrestre) a la península Itàlica.

## Finals de la República

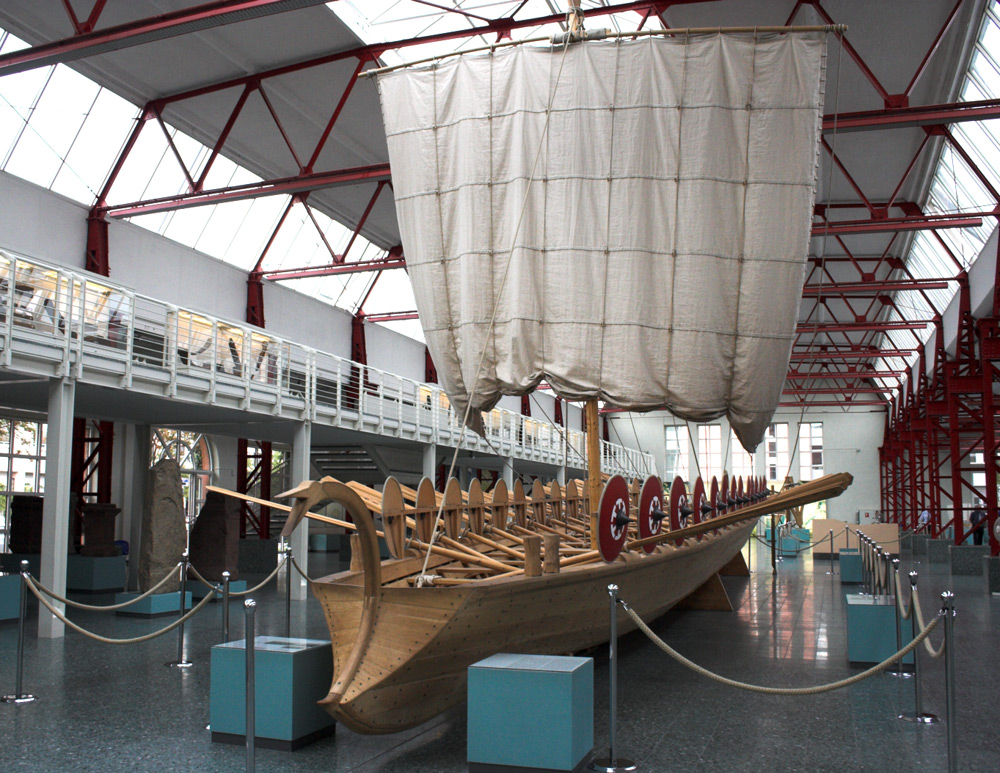
Reconstrucció d'una navis lusoria.

Després de la consegüent victòria romana sobre Cartago, no existia una altra potència marítima a l'oest del mar Mediterrani, per la qual cosa la marina romana va ser dissolta en gran part. En absència d'una presència naval forta, la pirateria va prosperar a través del Mediterrani. Roma organitzaria periòdicament expedicions per erradicar els pirates. Així, l'any 67 aC Pompeu Magne va organitzar una força naval que va lliurar eficaçment aquest mar d'ells durant un temps.
Llavors va esclatar la guerra civil, i els diferents exèrcits van crear de nou les seves pròpies forces navals. Sixt Pompeu, germà de l'anterior, en la seva guerra amb Octavi va reunir una important flota que operava amb un gran radi d'acció per amenaçar Sicília, la font vital de gra de Roma, cosa que va produir el pànic a la ciutat per l'augment del preu del blat.
Octavi, amb l'ajuda d'Agripa, va construir una marina al Forum Iulii (avui Fréjus) i va derrotar Pompeu en la batalla de Nàuloc el 36 aC, i així acabà tota la resistència pompeiana. La marina d'Octavi va ser posada una vegada més a prova en lluitar contra les flotes combinades de Marc Antoni i Cleòpatra en la batalla d'Àccium el 31 aC. Aquesta última batalla naval de la República Romana va establir definitivament a Octavi com a únic comandant, i a Roma com la força naval hegemònica de la Mediterrània.

### Principals esdeveniments
- Primera Guerra Púnica

* Batalla de les Illes Lipari (260 aC). Victòria cartaginesa d'escassa importància.
* Batalla de Miles (260 aC). Victòria romana.
* Batalla de Sulci (258 aC). Victòria romana obtinguda pel cònsol Gai Sulpici Patercle.
* Batalla de Tíndaris (257 aC). Victòria romana.
* Batalla del cap Ècnomus (256 aC). Victòria romana. Les flotes implicades en ambdós costats van ser considerables.
* Batalla de Drèpana (249 aC). Victòria cartaginesa.
* Batalla de les Illes Egades (241 aC). Victòria romana, que va conduir al final de la guerra.
- Segona Guerra Macedònica

- Guerra contra Antíoc III Megues, rei selèucida.
  - Batalla de l'Eurimedont (190 aC). Les forces romanes sota el comandament de Lluci Aemili Regill derroten a una flota de l'Imperi Selèucida comandada per Aníbal, la qual seria la seva última batalla.
  - Batalla de Mionessos (190 aC). La flota selèucida és derrotada pels romans.

- Guerra Civil posterior a la mort de Juli Cèsar

* Batalla de Nàuloc (36 aC). La flota d'Octavi al comandament de Marc Vipsani Agripa derrota a les forces de Sixt Pompeu.
* Batalla d'Àccium (31 aC). Octavi derrota les forces de Marc Antoni i Cleòpatra.
- Any dels quatre emperadors (69 ddC). La marina romana dona suport a l'emperador Marc Salvi Otó contra l'usurpador Vitel·li.
- Batalla de Crisòpolis (323) - Flavi Juli Crisp, fill de Constantí I, derrota les forces navals de Licini I.
- Cartago (468). La marina dels vàndals guiada per Genseric derrota a una gran marina romana de més de mil naus comandada per Basilisc.

## Composició de la marina romana

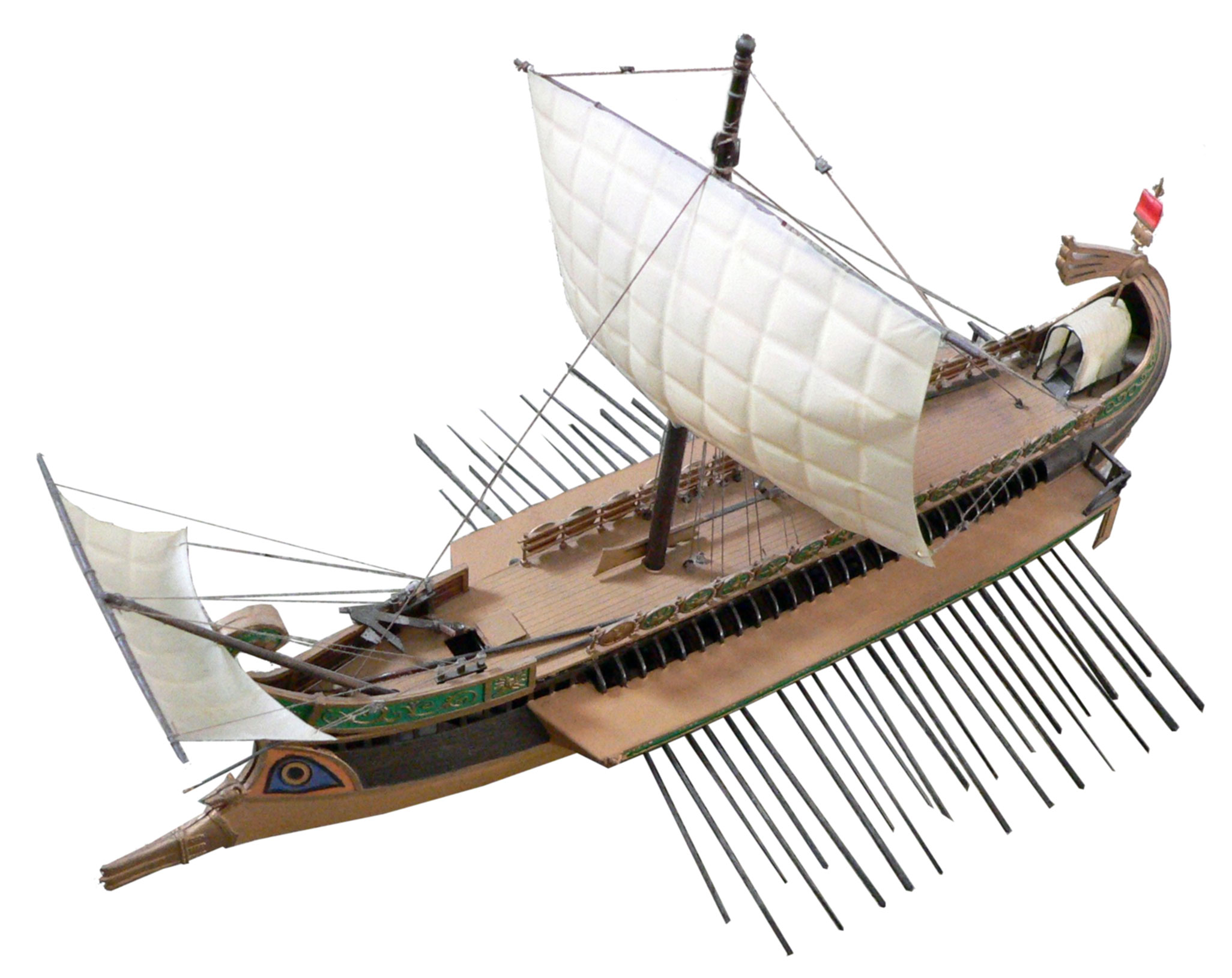
Model a escala d'un birrem romà.

La flota de l'Imperi Romà tenia dues bases importants, així com diverses de menor categoria.
Les dues flotes principals que controlaven el Mare Nostrum van ser:
- Classis Misenensis. Creada el 27 aC, la seva base estava a Misenum. La Classis Misenensis, posteriorment anomenada Classis Praetoria Misenensis, va ser creada per controlar la part occidental del Mar Mediterrani. Als components d'aquesta flota Neró els va denominar la Legió I Classis. L'any 330 les naus es van desplaçar a Constantinoble, on l'emperador Constantí havia traslladat la capital de l'Imperi Romà. Segons una inscripció trobada a Misenum, al començament de l'era cristiana, els seus principals vaixells de guerra eren els següents:

* 1 Hexarrem: Ops
* 1 Quinquerrem: Victòria
* 9 Quatrirremes: Fides, Vesta, Venus, Minerva, Dacicus, Fortuna, Annona, Libertas, Olivus
* 50 Trirrems: Concòrdia, Spes, Mercurius, Iuno, Neptunus, Asclepius, Hercules, Llucifer, Diana, Apollo, Venus, Perseus, Salus, Athenonix, Satyra, Rhenus, Libertas, Tigris, Oceanus, Cupidus, Victòria, Taurus, Augustus, Minerva, Particus, Eufrates, Vesta, Aesculapius, Pietas, Fides, Danubius, Ceres, Tibur, Pollux, Mars, Salvia, Triunphus, Aquila, Liberus Pater, Nilus, Caprus, Sol, Isis, Providentia, Fortuna, Iuppiter, Virtus, Castor
* 11 Libúrnies: Aquila, Agathopus, Fides, Aesculapius, Iustitia, Virtus, Taurus Ruber, Nereis, Clementia, Armata, Minerva
- Classis Ravennatis. Amb base a Ravenna des de l'any 27 aC, va ser utilitzada per controlar la part oriental del Mar Mediterrani. L'any 330 les naus es van traslladar a Constantinoble.

Quant a la flotes provincials, es té constància de les següents:

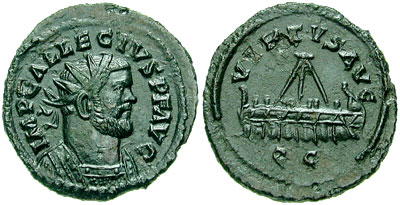
Quinari amb l'esfinx d'Allectus i amb una galera gravada en el revers de la moneda.

- Classis Britannica. Situada a Portus Itius (l'actual Boulogne-sur-Mer, també anomenada Gesoriacum o Bononia) a la Gàl·lia, i des de l'any 296 el Rutupiae (Richborough) a Britànnia. Controlava el Canal de la Mànega i les aigües al voltant de les illes. Aquesta flota va exercir un paper important en la invasió d'aquesta província romana per Juli Cèsar. Sota el comandament d'Agrícola va circumnavegar Escòcia, i en el 83 va atacar la seva costa oriental. Un any més tard, la flota va arribar a les illes Orcades.

El control de la Classis Britannica i del port de Bononia va permetre que dos generals romans, Carausius i Allectus, declaressin la secessió de la província de Britànnia en els anys 290. Quan Constanci Clor, per ordre de Dioclecià, va recuperar Bononia, es va posar fi a l'així anomenat Imperi Britànic.
- Classis Germanica. Es va crear l'any 12 aC en Castra Vetera (Germània Inferior). Aquesta flota fluvial controlava el riu Rin i el Mar del Nord. Després de l'any 50 aC va traslladar la seva base principal a Colònia Agrippinensis (Germània).

- Classis Pannonica. Actuava a partir del 35 aC a Aquincum (Pannònia, la moderna Budapest). Aquesta flota fluvial controlava el Danubi des de '"Castra Regina (província de Forta, la moderna Ratisbona), fins a Singidunum (Moesia, l'actual Belgrad). Va ser reorganitzada sota la dinastia Flàvia, sent rebatejada com Classis Flavia Pannonica.

- Classis Moesica. Controlava l'oest del mar Negre.

- Classis Pontica. Operava des de l'any 14 aC, i la seva base estava des del 54/60 dC a Trapezus (en el Pont). Aquesta classis custodiava el Mar Negre meridional.[1]

- Classis Syriaca. Establerta el 63 aC, i amb base des de l'any 70 a Selèucia Pieriae (Síria), aquesta flota controlava el Mar Mediterrani oriental i el mar Egeu.

- Classis Alexandrina. Amb base a Alexandria, a la província romana d'Aegyptus (Egipte), controlava l'oest del Mar Mediterrani.

- Classis Mauretania. Controlava les costes africanes del Mar Mediterrani occidental.

- Classis Aquitanica. Va intervenir al Golf de Biscaia. Va participar en la invasió romana de Cantàbria durant les Guerres Càntabres i, per alguns autors, en la repressió de la revolta dels aquitans l'any 28 aC.

## Almiralls romans
Alguns dels noms d'almiralls de la marina romana que han arribat fins als nostres dies:
- Gai Duïli, vencedor de la batalla de Miles (260 aC).
- Marc Atili Règul, vencedor de la batalla del cap Ècnomus (256 aC).
- Gai Lutaci Catul, vencedor de la Batalla de les Illes Egades (241 aC).
- Marc Vipsani Agripa, vencedor de la batalla d'Àccium (31 aC).
- Plini el Vell, prefecte de la Classis Misenensis (77-79 aC).

## Principals ports romans
- Misenum
- El port de Classis, prop de Ravenna
- Alexandria
- Leptis Magna
- Ostia